# Maximiliano II da Baviera
Maximiliano II (Munique, 28 de novembro de 1811 – Munique, 10 de março de 1864) foi o Rei da Baviera de 1848 até sua morte. Era o filho mais velho do rei Luís I e sua esposa Teresa de Saxe-Hildburghausen, ascendendo ao torno depois da abdicação do pai.

## Biografia
Maximiliano era primogênito do rei Luís I da Baviera e da sua esposa, a duquesa Teresa de Saxe-Hildburghausen. Era primo de primeiro grau da imperatriz Amélia do Brasil. Em resultado do casamento de seus pais em 1810, foi criado para as celebrações o evento conhecido como Oktoberfest, celebrado por vários lugares do mundo.
Depois de concluir seus estudos em Gotinga e Berlim e de uma grand tour pela Alemanha, Itália e Grécia, ele foi apresentado por seu pai ao Conselho de Estado da Baviera em 1836. Desde o início, ele demonstrou grande interesse nos estudos, declarando em uma ocasião que, se não tivesse nascido em uma família real, sua escolha de vida teria sido a da carreira de um professor. Desde então, no Castelo de Hohenschwangau, perto de Füssen, que ele reconstruiu com excelente gosto, cercou-se da companhia de artistas e intelectuais e sacrificou grande parte de seu tempo a estudos científicos e históricos.

### Reinado
Quando seu pai, Luís I, abdicou em 20 de março de 1848, Maximiliano ascendeu ao trono. Sua escolha de ministros prometeu um reino liberal.
O período difícil das Revoluções de 1848 na Europa, no entanto, atrasou muitos de seus planos. Ele se opôs fortemente aos planos sindicalistas do Parlamento de Frankfurt, recusou-se a reconhecer a constituição imperial imposta por ele e apoiou a Áustria a restabelecer o governo federal e realizar uma federalização em Hesse e Holstein. Embora, a partir de 1850, seu governo tenha tendido ao absolutismo, amplamente apoiado pelo clero conservador e pelos dos ultramontanos, convidou vários intelectuais (por exemplo, Geibel, Liebig e Sybel) para Munique, independentemente de suas opiniões religiosas. Em 1859, ele demitiu o ministro reacionário de Ludwig Karl Heinrich von der Pfordten, e apoiou os desejos de seu povo por um governo constitucional moderado.

## Personalidade
Maximiliano foi descrito como um homem com qualidades pessoais e intelectuais absolutamente amáveis, mas como rei ele não estava muito presente nos assuntos do estado, pois era frequentemente prejudicado por doenças que o obrigavam a longos períodos no exterior para apoiar tratamentos. Sua esposa, Maria da Prússia, era filha do príncipe Guilherme da Prússia, com quem se casou em 1842. O casal teve dois filhos, Luís II da Baviera e Oto da Baviera.